# Bijugis
Bijugis is een geslacht van vlinders van de familie van de zakjesdragers (Psychidae).

## Soorten
- B. alba Solyanikov, 1990
- B. apistella (Rebel, 1917)
- B. bombycella (Denis & Schiffermüller, 1775)
- B. pectinella (Denis & Schiffermüller, 1775)
- B. proxima (Lederer, 1853)
- B. sikkimensis Heylaerts, 1890
- B. songarica Kozhanchikov, 1956
- B. subgrisea Kozhanchikov, 1956

### Status onduidelijk
- B. helvetica (Trautmann, 1914)
- B. hungarica (Szent-Ivany, 1941)